# 넥상스

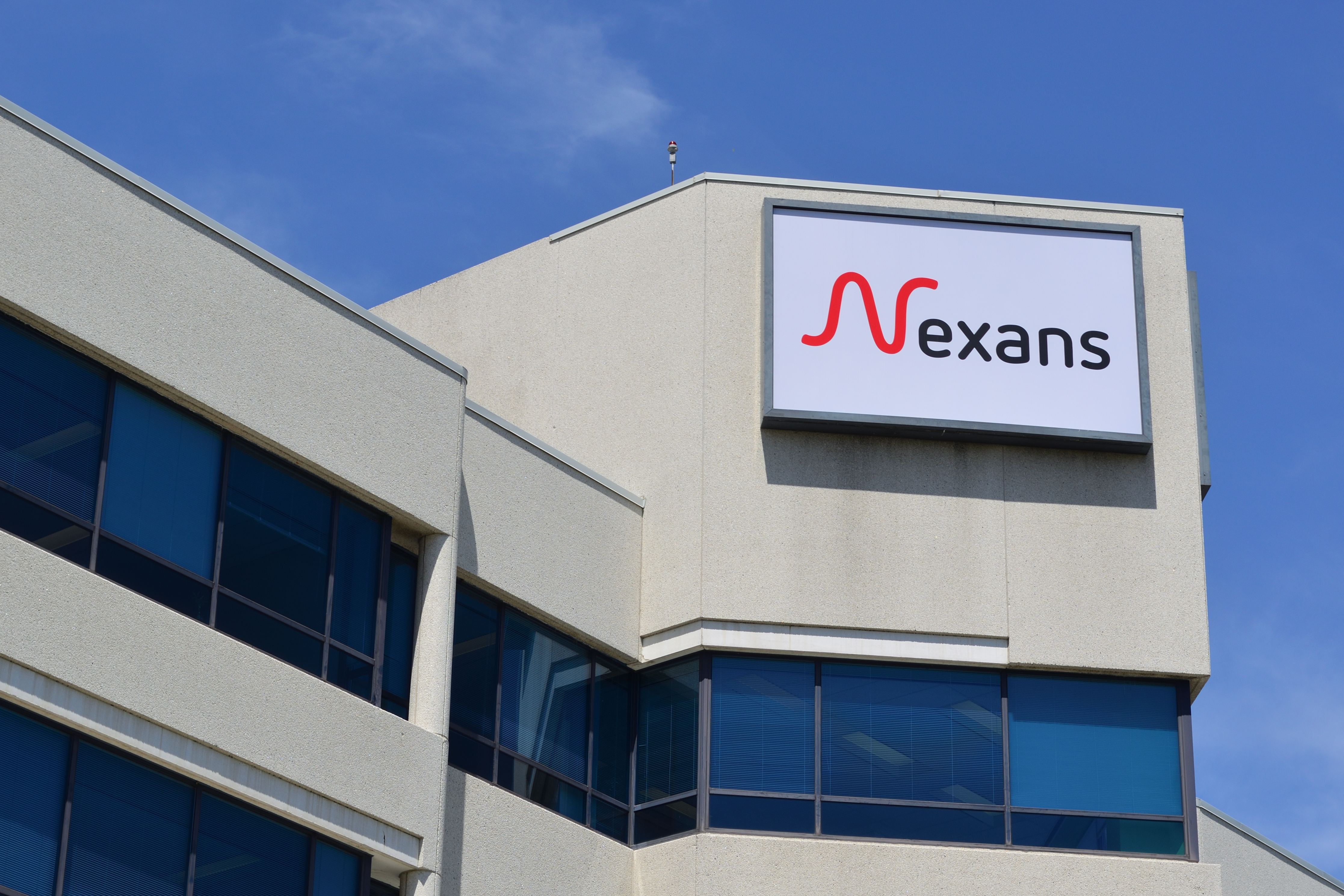
캐나다 마컴에 있는 넥상스

넥상스(프랑스어: Nexans S.A.)는 프랑스 파리에 본사를 둔 케이블 및 광섬유 산업 분야의 글로벌 기업이다.